# Taibai
För andra betydelser, se Taibai (olika betydelser).
Taibai är ett härad som lyder under Baojis stad på prefekturnivå i Shaanxi-provinsen i norra Kina.